# 환경 워킹 그룹
환경 워킹 그룹 (Environmental Working Group, EWG)은 미국의  환경 관련 활동그룹으로 농업 보조금, 공유지 및 기업의 책임에 대한 조사 및 주장을 펼치는데 주력한다. EWG는 사설 비영리 단체 (501(c)(3)) 단체이다.
 1993년에 설립 켄 쿡과 리차드 와일즈에 의해 설립된 EWG는 미국의 수도인 Washington D.C에 본사를 두고 있으며 EWG Action Fund, (직역: EWG 활동 자금)  (a 501(c)(4) 기관)이란 이름의 자매결연된 로비 조직이 2002년에 설립되었다.
EWG에서 일부 주장들은 과학계 등의 전문가 들로부터 그들의 주장의 정확도가 떨어진다는 비판을 받고있다.

## 이슈 영역과 프로젝트

### 농약 및 인체 건강
EWG는 EWG의 주관에 따라 화장품 성분을 평가하여 화장품에 대한 수치와 점수를 매긴 데이터베이스를 구축했다. 그들의 농작물에 있는 살충제에 대한 가이드는 44가지의 과일과 채소 목록을 기록하고 그에 있는 살충제들 숫자를 미국 농무부 데이터에 따라 기술되어 있다.  이 단체는도 미국의 공공 수도 공익단체들의 실험 결과에 따른 미국 수돗물 데이터베이스를 구축했다. .

## 프로젝트

### Dirty Dozen (더러운 12가지)
이 EWG 발행하는"더러운 12가지"는 가장 높은 살충제 잔류물이 있는 음식 12가지를 기록하며 소비자에게 이 12가지 생산물은 유기농 방식으로 생산 된 것을 찾으라는 권고를 한다. 2016년에는 농공산업으로 생산된 딸기가 리스트에 올랐다.

### 선크림
2008년 7월에 EWG는 처음으로  900개의 선크림에 대한 분석을 발표했다. 보고서의 결론에 따르면 15%의 선크림이 본 단체의 안전 및 효과적 기준에 부합한다고 전했다.
2009년 EWG는 스킨 딥 (직역: 피부 깊숙히)을 선크림, 립밤, SPF로션의 화학성분 리포트에 의해 업데이트 한다. 리포트는 5개중 3개의 선크림이 태양으로부터 부적절하게 피부를 보호한다거나 안전성에 상당한 문제가 있는 성분이 있다고 기술했다. 해당 리포트는 시중 17%의 제품만이  UVA 와 UVB 광선을 막고 햇볕에서도 안정적이며 적은량의 위험하다고 알려지거나 의심이 되는 성분이 있기에 안전하고 효과적이라 전했다. 옥시벤존 (oxybenzone)이 그 리스트에 있으며 UVA, UVB를 막지만 EWG에 의해 안전하지 않다고 여기어지고 그 이유는 남성, 여성 호르몬에 영향을 줄 수 있다는 논란때문이다.

### ABC방송 존 스토셀 징계에 관여
ABC 방송국의 20/20란 방송에서 존 스토셀 (John Stossel)의 논평이 반영된 2000년 2월 이야기에서는 유기농 야채에 대한 주제를 다루며 실험을 했는데 유기농 과 일반 농산물 샘플 모두에서 살충제가 발견되지 않았고 유기농 음식이 오히려대장균에 오염되었을 확률이 높다고 밝혔다. EWG는 그의 리포트를 예외로 두며 그의 박테리아 관련된 언급에 대해 의구심을 표현했고 그 농산물은 살충제에 대한 실험이 되지 않았다는 것을 발견했다. EWG은 스토셀에게 이것을 연락을 취했하여 몇달후 이 이야기가 다시 방송되어 증거 없이 방송을 탄 언급이 정정되지 않았던 점과 스토셀이 자신의 에러를 시인했다.  그 후에는 뉴욕 타임스가 이를언급하고 ABC 뉴스는 당시의 프로의 PD를 정직시키고  스토셀에게 징계가 내려졌다. 스토셀은 사과문을 발표하며 자신이 언급했던 실험이 거해져서 리포트가 된줄 알았지만 그가 틀렸다고 설명했다. 하지만 그는 또 그가 언급했던 리포트의 요지는 정확하다고 전했다.

### 다른 프로젝트
EWG는 다양한 제품의 안전성에 대한 경고를 이슈화한다.
2004년에 EWG는 미국 환경보호청의 인리스트 듀오 (Enlist Duo)란 이름의 제초제 무역에 대한 승인을 우려를 표하며 농장주변의 학교에 다니는 아이들이 제초제에 노출될 위험을 걱정했다. 역사학 교수 제임스 맥 윌리엄스 (James McWilliams)는 이러한 경고는  두려움 조장과 오해의 소지가 있으며 EWG의 주장을 뒷받힘할 근거가 적다고 설명했다.

## 재정과 자금 조달
2015년 회계연도에 EWG는$13.7 백만을 거둬들이고 $12.5 백만을 지출했다. 1달러당 84 센트는 모두 EWG 프로그램에 지출될 비용이다. 2008년 3월 EWG 보고서에 따르면 30 직원과  켄 쿡은 2015년에 $289,022의 보고된 소득이 있었다.

## 비판

### 더러운 12가지
비평가들은 이 목록이 제시한 것이 소비자들에게 위험성을 크게 과장하여 전달했다 평가하고 목록을 작성하는 방법론에서 과학적 신뢰성 떨어진다고 비판했다.
이 목록은 계속 공포감 조성 전략으로 여기어져 비판을 받고 있으며 2011년의 실험에선 이 목록에 기록된 것들이 모두 안전한 수준의 화학 잔여물을 가지고 있거나 전혀 있지 않다고 밝혔다.
2011년 스티브 사바지 (Steve Savage)의 미 농무부 USDA의 PDP 데이터에 따르면 99.33%의 감지된 잔류물은 미국 환경보호청의 기준치 아래에 있었고 성과 샘플의 반은 100배 이상 아래라고 전했다.

### 스킨 딥
이 데이터는 타당성과 확실성에 대한 의문으로 비판을 받고 있다. 그들이 자료를 모은 경로가 정확하지 않으며 그들의 주장에 따른 polyparaben 성분의 일부알러지는 존재하지 않는다.`

### 선크림
산업 대표들은 2008년 선크림 보고서가 정확하지 않다고 전했다. 개인 관리 제품 의회의 지도원 파라 아프메드 (Farah Ahmed)는 이렇게 말했다. "EWG는 선크림의 작용과 FDA의 제제 방법 및 이 산업의 연구실험 과정에 대한 매우 낮은 수준으로 이해를 하고 있다는게 내겐 분명해 보인다." 그리고 그녀의 더한 우려비쳤다." 나는 부모님들이 이 사실적 과학에 기초하지 않은 리포트로 인해 부모들이 아이들에게 선크림을 사용하지 않을 거라고 생각하고 싶지 않다." 쉐링-플라우 (Coppertone)의 대표들, Johnson&Johnson (Neutrogena),그리고 태양 Corp. 의약품 (바나나 보트)또한 반복적으로 제품의 안전 및 효능하다고 알렸다.
듀크 대학교의 교수이자 및 미국의 아카데미 피부학술원의 대변인인 조 드레일로스 (Zoe Draelos)는 EWG의 2010년 선크림 보고서에 지적하기를 EWG는 불공정하고 "광범위한 일반화(속단)" 을 하고 그들의 권고는 아주 옛날식의 기술에 기초한다고 비판했다.